# Puklina dillerae
Puklina dillerae är en stekelart som beskrevs av Miktat Doganlar 1993. Puklina dillerae ingår i släktet Puklina och familjen finglanssteklar. Inga underarter finns listade i Catalogue of Life.